# Ryhor Baradulin
Ryhor Ivanavich Baradulin (bielorruso: Рыгор Іванавіч Барадулін; 24 de febrero de 1935 - 2 de marzo de 2014) fue un poeta, ensayista y traductor bielorruso.

## Biografía
Ryhor Baradulin nació el 24 de febrero de 1935, en Verasowka (bielorruso: Верасоўка, Werasoŭka), raión de Ushachi, hijo de Iván y Kulina Baradulin. Se graduó de una escuela en Ushachy en 1954, y continuó su educación en la Universidad de Minsk del Estado bielorruso, donde se graduó en 1959. 
Trabajó como redactor en varios periódicos (entre ellos - un periódico "The Soviet Belarus", las revistas "Byarozka", "Polymya"). También trabajó en algunas agencias editoriales como "Belarus" y "Mastackaya Litaratura". Ryhor Baradulin es miembro de la Unión de Escritores de Bielorrusia y el PAN-centro bielorruso (y fue presidente del centro durante 1990-1999), miembro del Grupo de BPF.
Comenzó a publicar sus obras en 1953. Sus primeros poemas  aparecieron en el periódico "Chyrvonaya zmiena". El primer libro de sus poemas, "Maladzik nad stepam", apareció en 1959. Baradulin publicó alrededor de 70 libros de poemas (incluyendo poemas para niños, satíricas y poemas humorísticos), artículos, ensayos, traducciones. 
Ryhor Baradulin fue el último bielorruso que recibió el título de Poeta del Pueblo en 1992. Varios de sus libros de poemas y traducciones también recibieron premios importantes. En 2006 Ryhor Baradulin fue nominado para el Premio Nobel de Literatura por su libro de poemas "Ksty". Su ciclo de poemas llamado "Shchymlivyya Ramansy" se convirtió en canciones de Mikalai Yackow.
Baradulin murió el 2 de marzo de 2014, por causas naturales a los 79 años.